# 에메랄드 (영화)
에메랄드(Green Fire)는 미국에서 제작된 앤드류 마튼 감독의 1954년 모험, 드라마 영화이다. 스튜어트 그레인저 등이 주연으로 출연하였고 아만드 도이치 등이 제작에 참여하였다.

## 출연

### 주연
- 스튜어트 그레인저
- 그레이스 켈리

### 조연
- 폴 더글러스
- 존 에릭슨
- 머빈 바이
- 조시 토베이
- 로버트 타퍼
- 조 도밍게즈
- 나코 갈린도
- 샬리타
- 나티비대드 바시오
- 리코 알러니즈
- 폴 마리온
- 바비 도밍게즈

## 제작진
- 미술: 말콤 브라운
- 미술: 세드릭 기븐스
- 의상: 헬렌 로즈